# 母岛炼螺
母岛炼螺（学名：Obrussena moeshimaenesis）为捻螺科炼螺属的动物。分布于日本、菲律宾以及中国大陆的广东等地，属于暖水性种。其主要生活于潮间带砂质底。